# 사켄 비보시노프
사켄 이스마디야로비치 비보시노프(카자흐어: Сәкен Ісмадиярұлы Бибосынов 새켄 이스마디야룰르 비보시노프, 러시아어: Сакен Исмадиярович Бибосынов, 1997년 7월 3일~)는 카자흐스탄의 권투 선수이다. 2020년 하계 올림픽 남자 플라이급에서 동메달을 획득했으며 세계 선수권 대회에서 금메달 1개, 동메달 1개를 획득했다.